# アンヘル・フェルナンデス・デ・ロス・リオス
アンヘル・フェルナンデス・デ・ロス・リオス (西：Ángel Fernández de los Ríos、1821年7月27日 - 1880年6月18日) は、スペインの政治家、ジャーナリスト、都市計画家、広報担当者、作家。

## 概要
1821年7月27日、マドリードに生まれる。彼はスペインの国会議員で、リスボンのスペイン全権大使であった。ジャーナリストとしても多くの定期刊行物の制作に携わり、著作や翻訳も残している。
デ・ロス・リオスは自らを自由思想、親ヨーロッパ、反聖職者とした。 彼は生涯を通じて、「フラノ」、「スペイン人旅行者」、「アントニオ・ペレス」など、さまざまな仮名を用いた。また、彼は二度パリに亡命している。初回は1868年革命時、続いてはスペインの王政復古後から彼の死までである。
デ・ロス・リオスは1880年6月18日、パリで死去し、サン・マルティン墓地に埋葬された。

## 政治的キャリア
1842年、アンヘル・フェルナンデス・デ・ロス・リオスは民兵隊に入り、進歩党のメンバーに加わった。
彼は、バルドメロ・エスパルテロ、サルスティアーノ・オロザガ、ペドロ・カルボ・アセンシオ、パトリシオ・デ・エスコスラを含む「プロス」（葉巻の意味）と名乗る核心的なグループのメンバーとなった。彼らは、ブルジョア革命の利益を守るための高度でリベラルな政策を提唱した。彼は1847年から49年にかけて、ラモン・マリア・ナルバエス総督（バレンシア侯爵）に対する反対運動に参加した。
彼はスペイン革命において、1854年7月17日の宣言文を起草した委員会のメンバーの一人だった。他のメンバーには、アントニオ・カノヴァス・デル・カスティーロ、アントニオ・デ・ロス・リオス・ローザス、アントニオ・アギラ・イ・コレアらがいた。彼は7月後半にエヴァリスト・フェルナンデス・デ・サン・ミゲルが議長を務める、救済・兵器・防衛委員会の書記に選出された。続く進歩主義時代（ペリオド・プログレジスタ）には、レオポルド・オドンネルが革命を阻止した際に反対派に加わった。
1856年3月、彼はファン・プリム、ペドロ・ゴメス・デ・ラ・セルナの議会グループ、そして右翼の進歩派に反対するプロスの創設メンバーとなった。メンバーのほとんどは、後にオドンネル将軍のユニオン・リベラルに加わった。グループのマニフェストは、バルドメロ・エスパルテロ将軍をリーダーに指名し、左翼（民主党）と右翼（再封印）への亡命に対する運動の収拾を望んでいた。

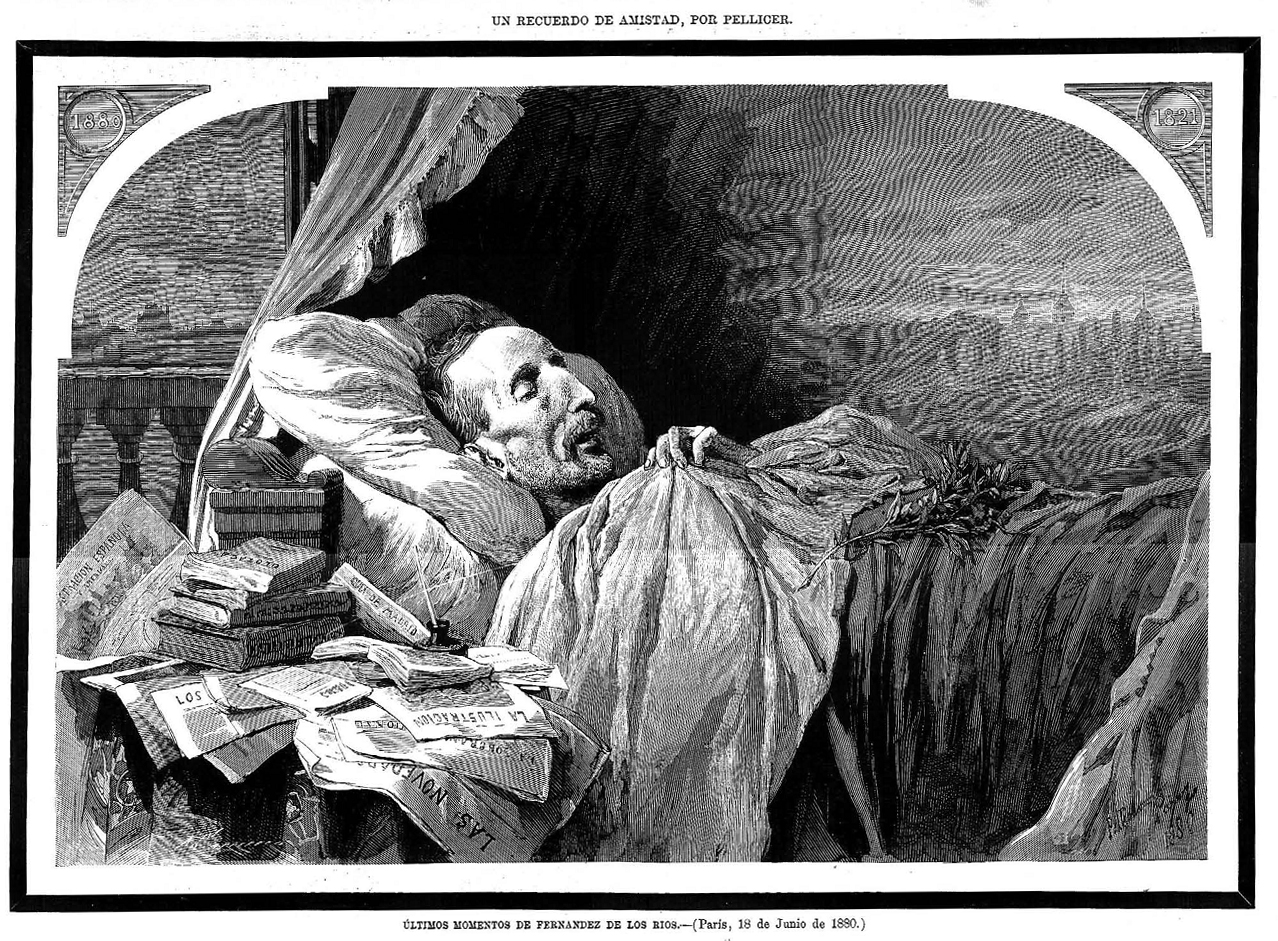
デ・ロス・リオスの臨終
(ホセ・ルイス・ペリサ画)

1865年、彼はエスパルテロが議長を務める進歩党中央委員会の書記となった。1866年、彼はサン・ギル兵舎の反乱に関与したが失敗し、フランスへの亡命を余儀なくされた。彼は1868年9月の革命勝利までフランスに留まり、1869年にスペインに戻った。
彼はフランシスコ・セラーノ率いる暫定政府の要請により、ポルトガルのルイス1世の王位継承を巡り、父親のフェルナンド2世と交渉するためにポルトガルに移住し、リスボンの全権大使となった。これは、ファン・プリム将軍と、進歩主義者のニコラス・マリア・リベロが率いる民主党のシムブリオ派に支持された。しかし、1870年5月、ポルトガルの独立失敗を恐れるフェルナンド2世との交渉は決裂した。
彼はスペイン第一共和政宣言を支持した。アルフォンソ12世によって王政が復古すると、彼は急進党の指導者で君主制の反対者であるマヌエル・ルイス・ゾリラの腰巾着であるとして非難された。彼は1876年にスペインを追われ、以後その死までポルトガルとパリに住んだ。

## ジャーナリストとして
デ・ロス・リオスはスペイン初の大手流通新聞「ラス・ノベダデス」と、雑誌「ラ・イルスタシオン」を設立し、同じく雑誌の「セマナリオ・ピントレスコ・エスパニョール」では編集長を務めた。なかでも「ラ・イルスタシオン」は歴史、科学、文学的な記事と低い価格設定、驚くべきイラストで成功を収めた。さらに「エル・アグリカストル・エスパニョール（El Agricultor Español)」を設立し、「エル・エクスペタドール」と「ラ・イベリア」の編集者、「エル・シグロ・ピントレスコ」と「ラ・ソベラニア・ナシオナル」のディレクターも務めた。
1860年代半ばから79年にかけては、特派員として「エル・ムセオ・ウニベルサル」、「ラ・アメリカ」、「レヴィスタ・ヒスパノ・アメリカーナ」、「エル・インパルシアル」、「エル・ウニベルサル（El Universal）」、「ラ・インデセンデシカ・エスパニョーラ（La Independencia Española）」、「ラ・テルトゥリア（La Tertulia）」、「ラ・レプブリカ・ デモクラティカ（La República Democrática）」、「エル・プログレソ（El Progreso）」、「アナレス・デ・ラ・コンストラクシオン・デ・ラ・インダストリア」、「ガセタ・ルラル（Gaceta Rural）」、「ラ・クロニカ（La Crónica）」、マドリードで「イルストラダ（Ilustrada）」と「ラ・レプブリカ（La República）」、ニューヨークで「エル・ディベート (El Debate)」、バルセロナで「ル・フィガロ」、「ル・ゴロワ (Le Gaulois)」、「ラ・レプブリーク (La République)」、ブリュッセルで 「インデペンダンセ・ベルジュ」、ドイツで「ケルン新聞」、そして1875年から彼の死まではパリで「ラ・イルスタシオン・エスパニョーラ・イ・アメリカーナ」の記者をそれぞれ務めた。
彼は1845年から1878年の間に著書として「マドリードからパリまでの美しい旅程 (Itinerario pintoresco de Madrid á París)」、「人生の災難 (Los percances de la vida)」、「伝記アルバム (El Álbum biográfico)」、「地球 (La tierra)」、「ディエゴ・ムニョス＝トレロ」、「すべてか無か (O todo ó nada)」、「物語の宝 (Tesoro de cuentos)」、「未来のマドリード (El futuro Madrid)」、「リスボンでの一週間 (Una semana en Lisboa)」、「展示会 (La exposición)」などを出版したほか、作家のオリヴァー・ゴールドスミス、ウージェーヌ・シュー、アルフォンス・ド・ラマルティーヌ、アルフォンス・カー、フランソワ・ローランなどの作品を翻訳した。
ハシント・オクタビオ・ピコンは、デ・ロス・リオスの本当に重要な著作、彼を新しいアイデアのたゆまぬ宣伝者として非難するもの、彼の人生でより多くの評価を与え、彼により多くの栄光をもたらすものとして「サルスティアーノ・オロザガに関する政治的および伝記的研究」、「マドリード・ガイド」、「ポルトガルでの私の使命」、「19世紀のスペインにおける政治的闘争」を挙げている。

## 著書

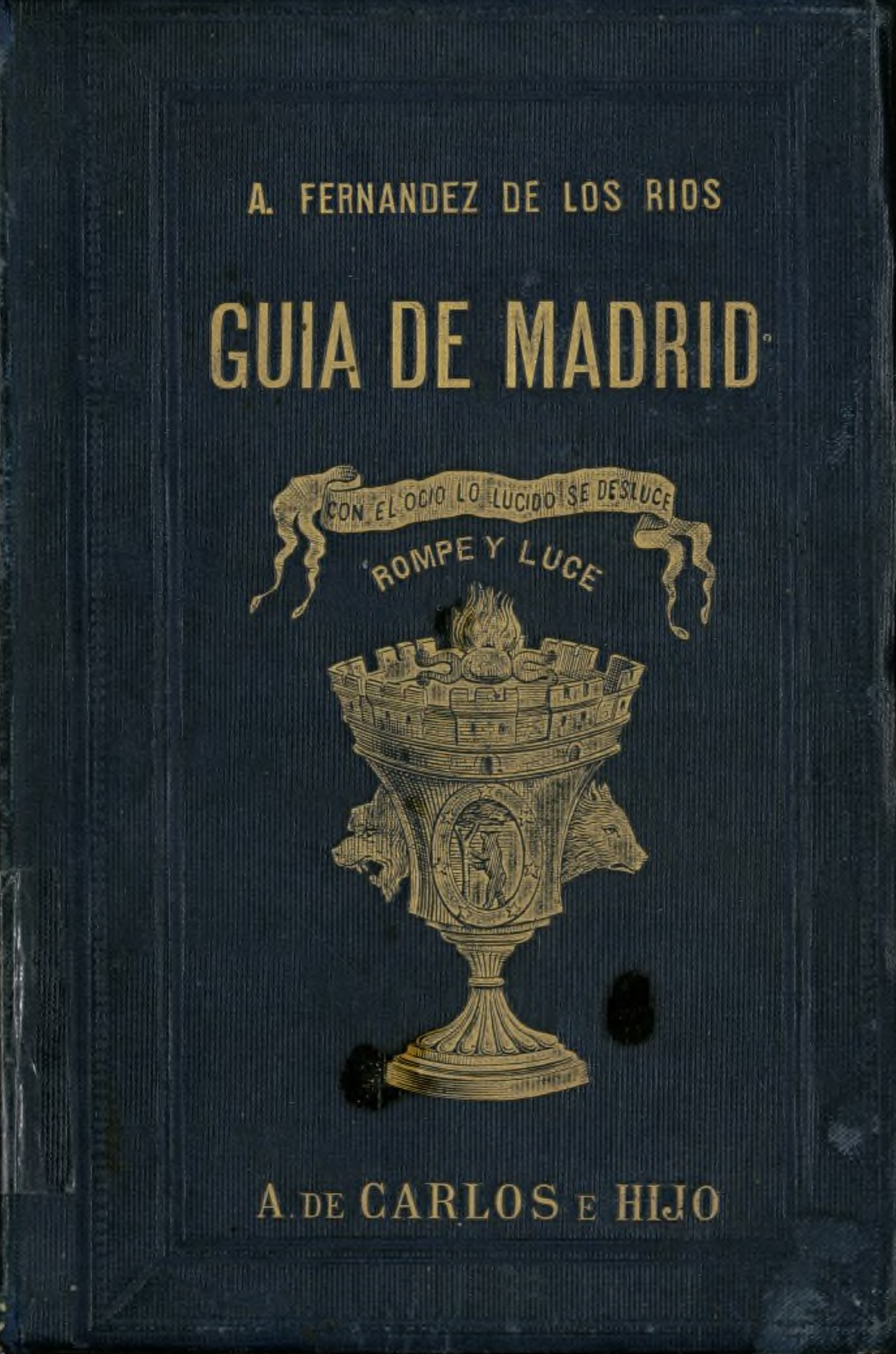
「マドリード・ガイド」

- Estudios en la emigración. El futuro Madrid , ver boletín bibliográfico, (1868)
- Guía de Madrid, (1875)
- Mi misión en Portugal, (1876)
- La Exposición Universal de 1878
- El Itinerario Pintoresco de París a Madrid, (1845)
- El álbum biográfico, (1849)
- La Tierra, (1841)
- Muñoz Torrero, (1864)
- O Todo o Nada, (1864)
- Estudio político y biográfico sobre Olózaga, (1863)
- Luchas políticas en la España del siglo XIX (1 ed.), (1864)
- Luchas políticas en la España del siglo XIX (2 ed.), (1879)